# Alessandro Nesta
Alessandro Nesta (Roma, 19 de març del 1976) és un exfutbolista italià que jugava com a defensa, i que actualment fa d'entrenador de futbol.
Internacional amb la selecció italiana, era considerat un dels millors defenses d'Europa per la seva força i agilitat. La seva elegància amaga la seva duresa, i posseeix un sentit del posicionament en el camp impecable.
Nasqué en Roma, el seu primer club va ser el SS Lazio on va defendre el club durant deu anys. Fou capità de la Lazio, fou el primer jugador a alçar un trofeu després d'aconseguir la Recopa d'Europa en 1999. La següent temporada guanyà la Lliga italiana de futbol i la Copa d'Itàlia, aconseguint que la Lazio fera un doblet per primera vegada en la seva història.
Quan els aficionats van conèixer la venda de Nesta a l'AC Milan el 2002 es manifestaren pels carrers de Roma.
Des de l'arribada al club milanès, Nesta formà una de les millors duples defensives, junt a Paolo Maldini. Fou un dels pilars per l'obtenció de la Copa d'Itàlia.
La temporada 2002-03, va aconseguir la Copa d'Europa contra la Juventus FC.
L'estiu de 2006 es proclamà campió del món amb la selecció italiana de futbol.
La temporada següent obtingué una altra vegada la Copa d'Europa, guanyant 2-1 al Liverpool FC.
El 10 de maig de 2012 Nesta anuncia que deixa l'AC Milan després una dècada al servei del club, també anuncia que continuarà la seva carrera futbolística fora d'Europa. El 6 de juliol s'oficialitza el seu fitxatge pel Montreal Impact.

## Palmarès
SS Lazio
- 1 Recopa d'Europa: 1998-99
- 1 Supercopa d'Europa: 1999
- 1 Serie A: 1999-00
- 2 Copes italianes: 1997-98, 1999-00
- 2 Supercopes italianes: 1998, 2000

AC Milan
- 1 Campionat del Món: 2007
- 2 Lligues de Campions de la UEFA: 2002-03, 2006-07
- 2 Supercopes d'Europa: 2003, 2007
- 2 Serie A: 2003-04, 2010-11
- 1 Copa italiana: 2002-03
- 2 Supercopes italianes: 2004, 2011

Montreal Impact
- 1 Campionat canadenc: 2013

Selecció italiana
- 1 Copa del Món: 2006
- 1 Eurocopa sub-21: 1996